# Aphenochiton subtilis
Aphenochiton subtilis är en insektsart som beskrevs av Henderson, Hodgson in och Hodgson 2000. Aphenochiton subtilis ingår i släktet Aphenochiton och familjen skålsköldlöss. Inga underarter finns listade i Catalogue of Life.